# Lyces gopala
Lyces gopala là một loài bướm đêm thuộc họ Notodontidae. Nó là loài đặc hữu của the state of Mérida ở vùng núi của miền tây Venezuela.
Ấu trùng ăn các loài Passiflora, bao gồm Passiflora cuneata và Passiflora gritensis.